# دختر شاه پریون (فیلم ۱۳۴۷)
دختر شاه پریون فیلمی به کارگردانی و نویسندگی شاپور قریب محصول سال ۱۳۴۷ است.

## خلاصه داستان
دزد جوانی که قصد سرقت کلکسیون دختر ثروتمندی را دارد، عاشق او می‌شود و اجازه نمی‌دهد که همدست او کلکسیون را برباید.

## بازیگران
- فروزان
- منوچهر وثوق
- ایران قادری
- احمد قدکچیان
- ابراهیم فخار
- حمیده خیرآبادی
- داریوش اسدزاده
- جهانگیر فروهر
- محمدتقی کهنمویی